# 窓ハルカ
窓 ハルカ（まど はるか）は、日本の漫画家。秋田県出身。

## 略歴・人物
高校生のときから漫画を雑誌に投稿。2010年からネットや同人誌イベントコミティアで漫画の発表を開始する。
2011年、『週刊少年チャンピオン』（秋田書店）44号に読切「鈴木華子ちゃんの戦慄」が掲載されデビュー。鈴木華子ちゃんシリーズが不定期に連載される。
2012年、入院したときのことを描いたエッセイ漫画「o-157と溶血性尿毒症症候群になって入院したよ♥」が電子書籍サイト「パブー」に掲載され、ネット上で話題となる。
2014年、コミティアで発表された「土鶸井先輩保護クラブ」の動画が制作される。
『週刊少年チャンピオン』28号に読切「中古ビデオ屋の女店員X」が掲載。
8月からリイド社のwebマガジン『トーチweb』にて短編・中編漫画の連載開始。
2015年9月、初単行本『俗の金字塔』（リイド社）発売。この発売を記念して、審査員は窓ハルカのみの「窓ハルカ漫画大賞」が開催される。
2016年3月、トーチwebにて『漫画として表れるであろうあらゆる恋のためのプロレゴメナ』連載開始。
11月、読切「中古ビデオ屋の女店員X」がwebアニメ化される。
2017年7月、集英社のWEBコミックサイト「ふんわりジャンプ」にて、知的障害を持つ弟との思い出を描いたエッセイ漫画『かすみ草とツマ』連載開始。
12月、2015年にコミティアで発表された「3人の若い女」がアニメドラマ化。
2019年9月に、『漫画として表れるであろうあらゆる恋のためのプロレゴメナ』が、中川梨花主演でテレビドラマ化される。
トキワ荘プロジェクトの出身。現在、バーチャルYouTuber「くまーめいど」の運営も行っている。

## 作品リスト

### 単行本
- 『俗の金字塔』（リイド社、2015年）[14] ISBN 978-4845844142
収録作品 俗の金字塔/隣人は住んでいる/テポドン/豚の夏焼き/パート・タイマー/どっきん♥ラブぽいずん/白鳥鍋/吹雪と親子
- 『漫画として現れるであろうあらゆる恋のためのプロレゴメナ[注 2]』（リイド社、2017年）[15] ISBN 978-4845850051
- 『かすみ草とツマ』（ふんわりジャンプ・2017年7月 - 2018年3月連載）[16] ASIN B07CB4KFP6
  - 電子書籍でのみ発売。
- 『わななきの義兄』（スキマ TORICO、2019年）

### 単行本未収録読切
- 鈴木華子ちゃんの戦慄（週刊少年チャンピオン・2011年44号）[17]
- 鈴木華子ちゃんの反乱（週刊少年チャンピオン・2012年2・3号）[18]
- 鈴木華子ちゃんの祝福（週刊少年チャンピオン・2012年10号）[19]
- 鈴木華子ちゃんの認識（週刊少年チャンピオン・2012年19号）[20]
- 鈴木華子ちゃんの健康（週刊少年チャンピオン・2012年22・23号）[21]
- 中古ビデオ屋の女店員X（週刊少年チャンピオン・2014年28号）[22]
- 豆腐星人 七之助（トーチweb）[23]
- JKの舟歌（つればり創刊号、2017年5月）[24]
- 止まらない下痢と嘔吐！！ 私、O-157で生死をさまよいました！！（竹書房 本当にあった愉快な話・2018年2月号）[25]
- 漫画家さんのおいしいさしいれ 第30話（スピネル、2018年5月11日）[26]

### その他
- O-157による溶血性尿毒症症候群で入院したときのエッセイ漫画[27]
「パブー」に掲載されていた作品。[28]
- 名も無き一夜のファンタジー（トーチweb）[29]
2012 - 2014年に同人誌で発表後[30]、トーチwebに掲載された作品。
- LINEスタンプ[31]

## アニメ化作品
- 土鶸井先輩保護クラブ（YouTube、ニコニコ動画・2014年）[32]
同人誌で発表された作品。[33]
- 中古ビデオ屋の女店員X（YouTube、ニコニコ動画・2016年）[34]
2014年の週刊少年チャンピオン掲載の読切。
- 3人の若い女（AT-X・2017年）[35]
2015年に同人誌で発表された作品。アニメドラマ化。[36]
最初は『漫画として現れるであろうあらゆる恋のためのプロレゴメナ』の実写化を打診されていたが、最終的に「3人の若い女」となった[37]。

## インタビュー・取材
- 2012年9月、ねとらぼ 「ち、血があぁぁああぁ！ Web漫画「o-157と溶血性尿毒症症候群になって入院したよ」の衝撃」[5]
- 2014年、ブック狂 「Interview 窓ハルカ」[38]
- 2014年10月、おたぽる 「これが「『けいおん！』を意識した萌え4コマ」!? 謎のウェブアニメ『土鶸井先輩保護クラブ』の正体」（excite[39]、livedoor ニュース[7]）
- 2015年7月13日、「主治医が見つかる診療所」（テレビ東京）の「夏の救急！熱中症＆食中毒から命を守れ」の回に出演[40]。
- 2017年4月[注 3]、『大亜門のドンときいてみよう!』第2話[41]